# Indals tingslag
Indals tingslag var ett tingslag i  Västernorrlands län. Dess område omfattade den nordliga del av landskapet Medelpad som är belägen längs Indalsälven inom Sundsvalls kommun. År 1934 hade tingslaget 6 733 invånare på en yta av 1 328 km², varav land 1 210. Tingsstället låg i Österflygge.
Tingslaget upphörde 1936 då dess verksamhet överfördes till Medelpads östra domsagas tingslag.
Tingslaget ingick före 1879 i Medelpads domsaga och därefter i den då bildade Medelpads östra domsaga.

## Socknar
Indals tingslag omfattade tre socknar. 
- Holm
- Indal
- Liden (före 1936 Indals-Liden)